# Bokowa (Fluss)
Die Bokowa (ukrainisch Бокова) ist ein 74 km langer, rechter Nebenfluss des Inhulez im Zentrum der Ukraine.
Der Fluss mit einem Einzugsgebiet von 1320 km² entspringt in der Nähe des Dorfes Warwariwka (ukrainisch Варварівка) im Rajon Dolynska in der Oblast Kirowohrad und mündet westlich der Stadt Krywyj Rih in den zum Karatschuniwka-Stausee angestauten Inhulez.
Das durchschnittliche Gefälle des Flusses beträgt 1,5 m/ km. Die Bokowa ist durchschnittlich 10 m breit und 2,7 m tief, das Tal bis zu 2 km breit.
Der einzige größere Nebenfluss ist dir 59 km lange Bokowenka, die bis 1959 in die Bokowa floss, seit der Anstauung des Inhulez zum Karatschuniwske-Stausee nun direkt in diesen fließt.
| Quelle |

| Mündung |

| Krywyj Rih |

| Oblast Kirowohrad |